# 新荷蘭島
新荷蘭島（俄语：Но́вая Голла́ндия）是俄羅斯聖彼得堡市中心的一座歷史悠久的三角形人工島，其歷史起源於18世紀。新荷蘭島又名海軍部島。

## 建造
新荷蘭島修築於1719年，當時新挖掘的克留科夫運河和海軍部運河連接了莫伊卡河和涅瓦河。這座三角形島嶼上上有眾多運河和造船設施，其外觀類似阿姆斯特丹，因此得名。該島最初是為了存放木材而修建。彼得大帝藉機修建了一座軍港，其中包括一座由他自己所用的木質宮殿。1721年，這座軍港成為俄羅斯第一座軍港。

## 軍事設施
在修建後的近兩個世紀，新荷蘭島都屬於俄羅斯帝國海軍部。這裡最初有一座小型划艇造船廠。1732年，海軍部聘請建築家伊万·科羅博夫（Но́вая Голла́ндия）在這裡修建船塢和倉庫，以存放用於造船的木材。1765年，薩瓦·切瓦金斯基曾奉命用磚重建倉庫。1828年至1829年，島上修建了海軍監獄。隨著1893年海軍建築家船塢的竣工，新荷蘭島基本確定現貌。1900年至1908年，阿列克謝·克雷洛夫利用這裡的船塢測試新的艦船。俄羅斯帝國海軍於1915年在這裡建造了俄羅斯帝國功率最大的廣播電台。1917年俄國革命後，新荷蘭島的18世紀建築陷入荒廢。1918年至2004年，蘇聯紅軍和俄羅斯陸軍將新荷蘭島作為多用途設施使用。

## 2000年代的復活
在2000年的海軍節，新荷蘭島對公眾開放。2004年，俄羅斯國防部重整了這裡的建築，將其改造為由諾曼·福斯特翻新設計的酒店和俱樂部。
2010年開始，新荷蘭島由Iris基金會（達莎·朱可娃的藝術基金會）所有。一個新的設立美術館和博物館的項目成立，可能收藏阿布拉莫維奇的藝術收藏品。再開發計劃耗資120億美元，由紐約的建築師事務所WORKac負責。新荷蘭島在2011年開始對公眾開放。所有者計劃耗資2.56億英鎊，將商業及住宅樓和UNESCO保護古蹟的維修相結合
WORKac為新荷蘭島復興的理念是將其打造為一個迷你版的聖彼得堡，號稱「城中之城」 。這和Fosters + Partners在2006年制定的計劃非常類似。
莫斯科當代藝術中心在新荷蘭島的分支亦在計劃中。
2016年，舊鐵匠樓（鑄造廠）、行政樓（司令官地）和舊海軍監獄的修復工程開始動工。一個遊樂場和一個公共藥草園亦在計劃。中央草坪計劃在冬季設置溜冰場。這些新項目計劃在2025年竣工。

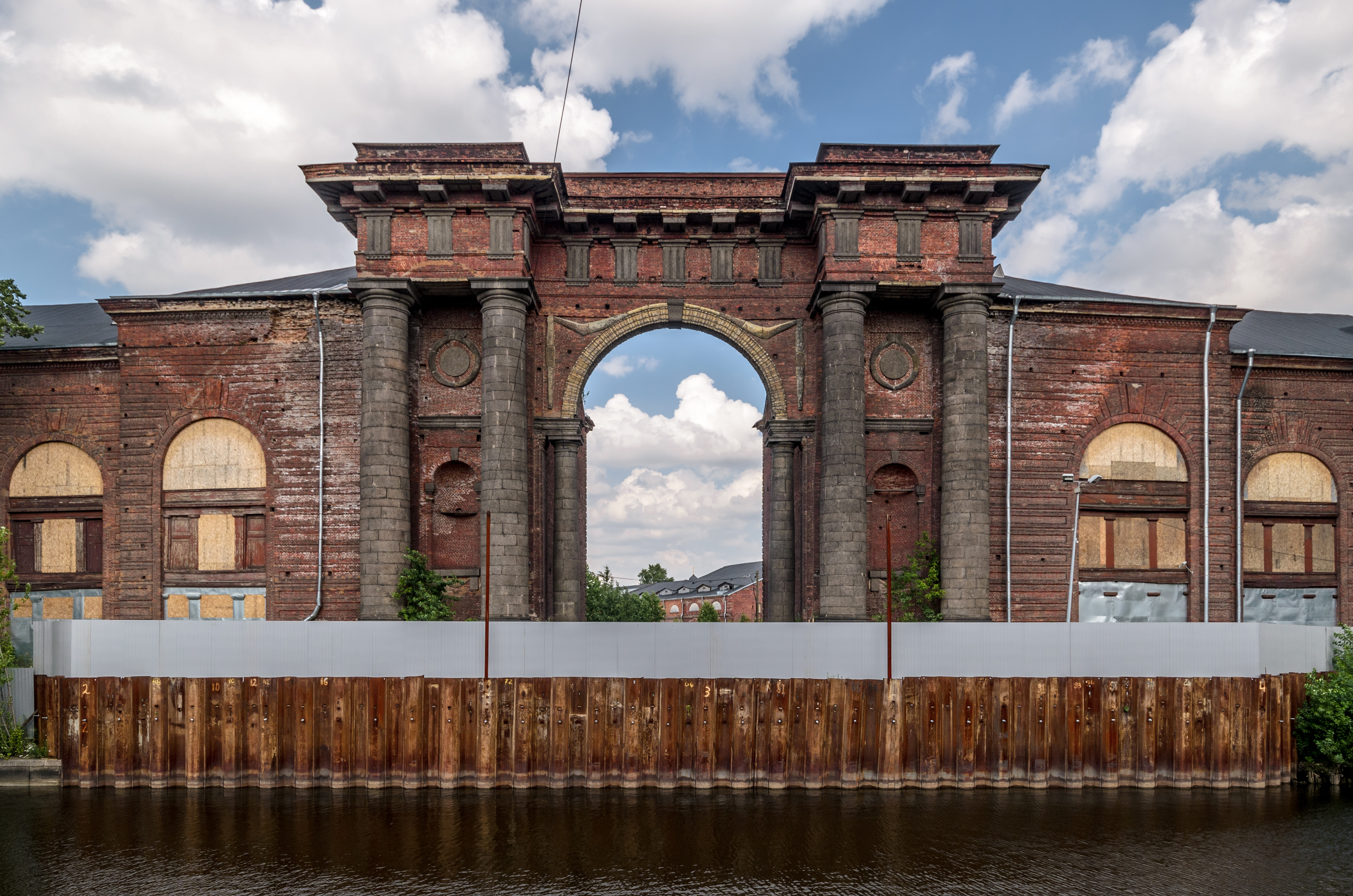
新荷蘭島拱門
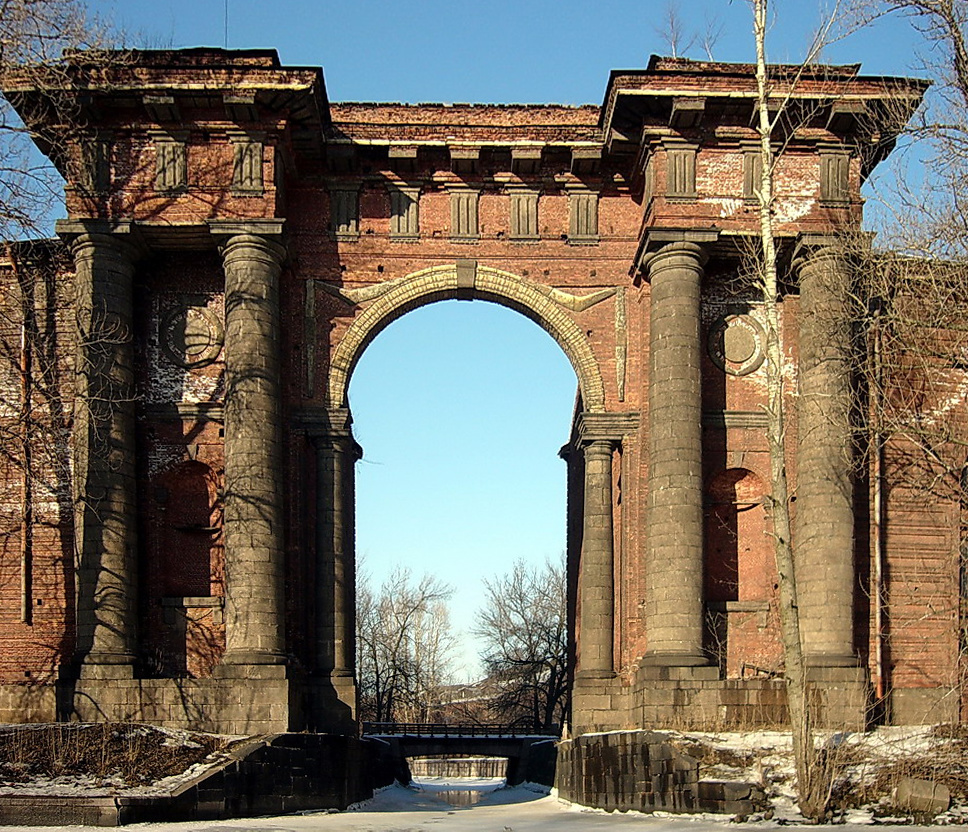
拱門
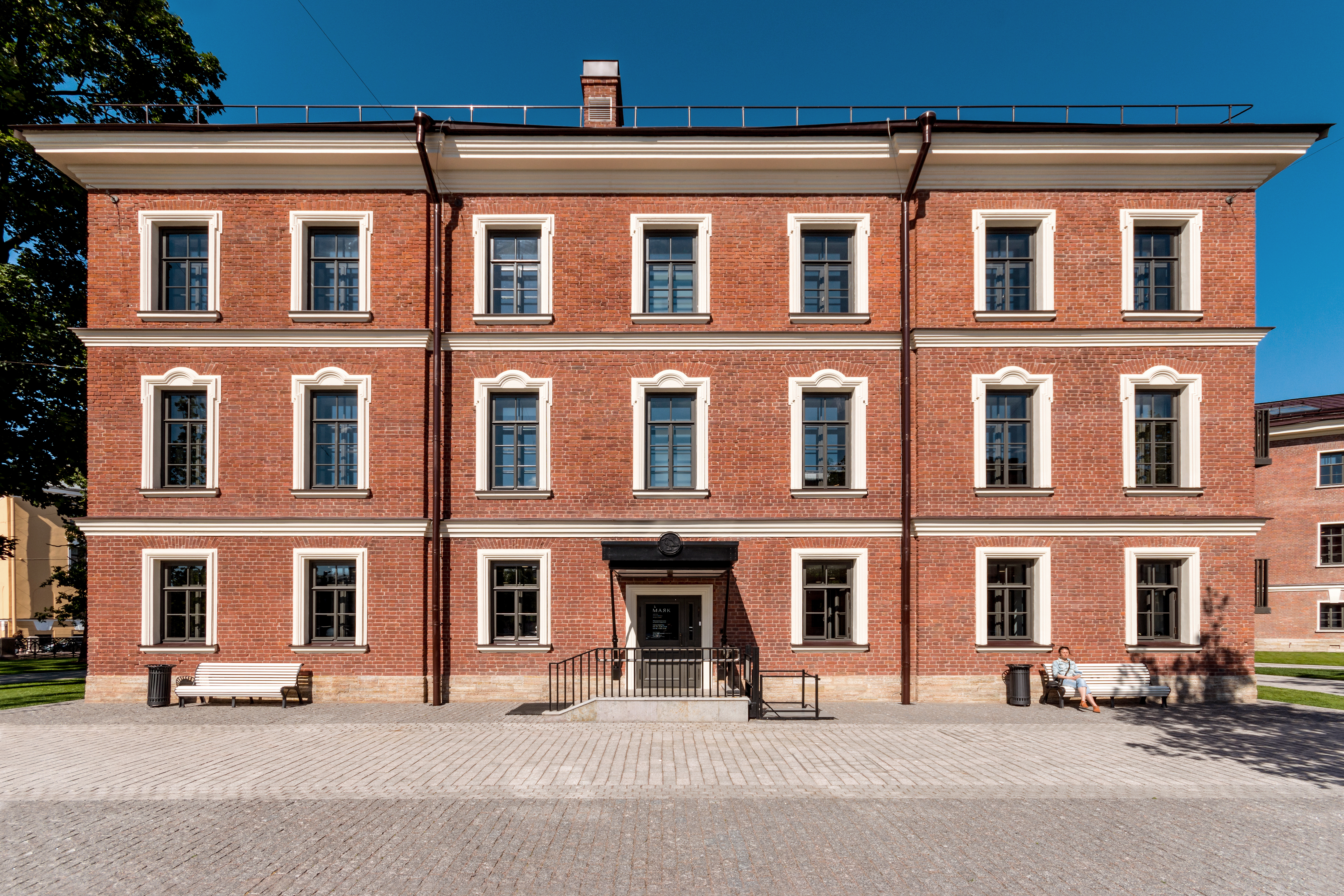
司令官邸
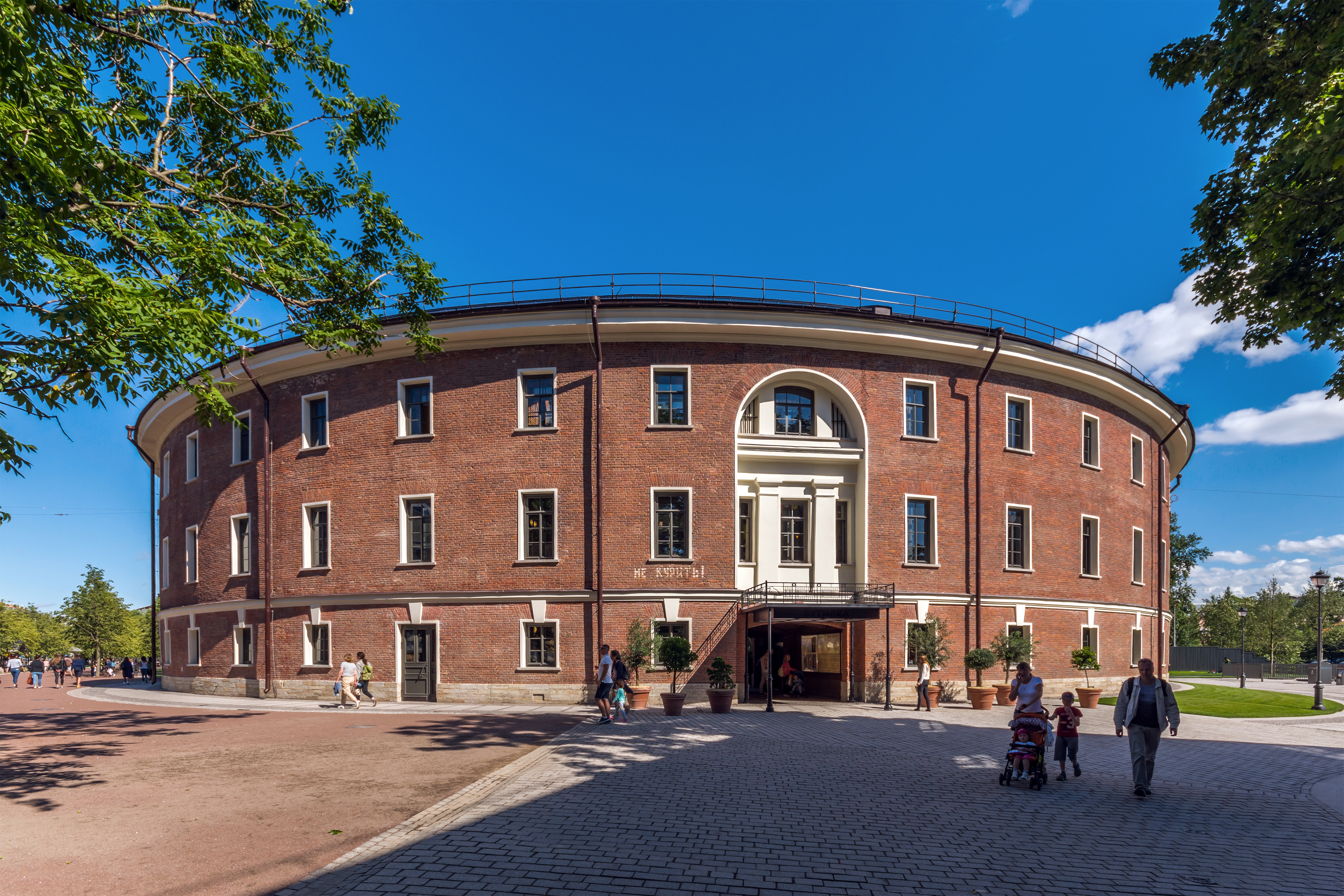
舊海軍監獄
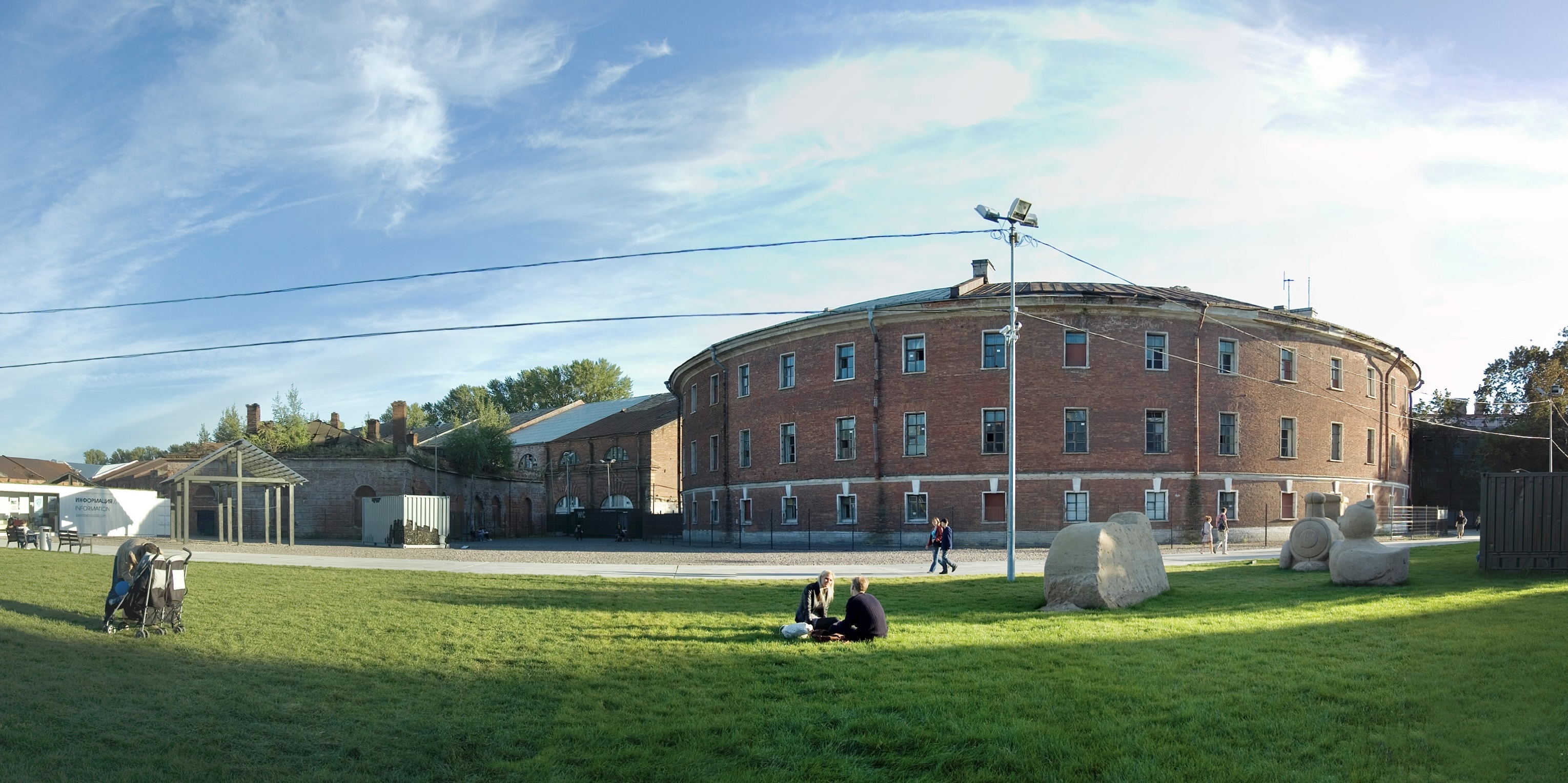
舊海軍監獄

## 外部連結
- Official website （页面存档备份，存于）
- Reconstruction of New Holland Island （页面存档备份，存于）
- Norman Foster's plans for New Holland Island （页面存档备份，存于）
- New Holland Island Cultural Center Masterplan